# Neogräzistik
Neogräzistik (griechisch: Nεότερη Eλληνική Φιλολογία) bezeichnet eine akademische Disziplin der Geisteswissenschaften, die die sprach-, literatur-, kulturwissenschaftliche sowie landeskundliche und volkskundliche Erforschung und Lehre der griechischen Welt (Griechenland, Zypern und die Griechische Diaspora) der Neuzeit und Moderne zum Gegenstand hat.

## Aufgabe
Ihre Aufgabe ist in erster Linie, die neugriechische Sprache und die neuere griechische Literatur in ihren historischen und gegenwärtigen Erscheinungsformen zu erforschen, zu dokumentieren und zu vermitteln. Dabei wird auch Wert auf historische bzw. kulturwissenschaftliche Fragestellungen gelegt. In die meisten Studiengänge der Neogräzistik werden auch Veranstaltungen integriert, welche die mittelalterliche griechische Literatur und Geschichte (Byzantinistik) zum Gegenstand haben.

## Studienmöglichkeiten in Gegenwart und Vergangenheit
Als Hauptfach wird Neogräzistik in Deutschland und Österreich an folgenden Universitäten angeboten: FU Berlin, Universität Hamburg, LMU München, Universität Wien. Das Nebenfach Neugriechisch bietet die Universität Mainz am Fachbereich 6 Translations-, Sprach- und Kulturwissenschaft in Germersheim an. An der Universität Leipzig ist es möglich, Hellenistik mit Schwerpunkt Neogräzistik/Byzantinistik zu studieren.
Zu Beginn des 21. Jahrhunderts wurde der Lehrstuhl für Neogräzistik an den Universitäten Bochum, Bonn und Würzburg gestrichen, dafür wurden jedoch in Berlin, München und Wien eigenständige Professuren für Neogräzistik neben byzantinistischen Lehrstühlen eingerichtet.
Der erste Europäische Kongress für Neogräzistik wurde 1998 in Berlin abgehalten.

## Gesellschaften, Institute, Forschungszentren
Gelehrtengesellschaften
- Arbeitsgemeinschaft für Neogräzistik in der Bundesrepublik Deutschland
- Österreichische Gesellschaft für Neugriechische Studien
- Société Suisse des Études Néohelléniques
- The Society for Modern Greek Studies (Vereinigtes Königreich Großbritannien und Nordirland)
- Europäische Gesellschaft für Neogräzistik (Ευρωπαϊκή Εταιρεία Νεοελληνικών Σπουδών – European Society of Modern Greek Studies – Société européenne d'études grecques modernes; Dachorganisation; gegründet 1995 in Athen)
- Modern Greek Studies Association (Vereinigte Staaten von Amerika)

Universitätsinstitute in Griechenland
- Neugriechische Philologie (Τομέας Νεοελληνικής Φιλολογίας) an der Universität Athen
- Byzantinistik und Neogräzistik (Τομέας Μεσαιωνικών και Νέων Ελληνικών Σπουδών) an der Universität Thessaloniki
- Byzantinische und Neugriechische Philologie (Tομέας Bυζαντινής και Nεοελληνικής Φιλολογίας) an der Universität Kreta
- Byzantinische und Neugriechische Philologie (Tομέας Μεσαιωνικής και Νεοελληνικής Φιλολογίας) an der Universität Ioannina

Forschungszentren in Griechenland
- Nationales Hellenisches Forschungszentrum in Athen (Εθνικό Ίδρυμα Ερευνών: Ινστιτούτο Ιστορικών Ερευνών, Τομέας Νεοελληνικών Ερευνών; gegründet 1958)
- Institute of Modern Greek Studies – Manolis Triandaphyllidis Foundation (Ινστιτούτο Νεοελληνικών Σπουδών – Ίδρυμα Μανόλη Τριανταφυλλίδη) an der Universität Thessaloniki (gegründet 1959 aufgrund des Letzten Willens von Manolis Triantafyllidis)
- Σπουδαστήριο Nέου Eλληνισμού (Forschungszentrum für Neugriechische Literatur und Kultur; gegründet 1996 in Athen)

Universitätsinstitute in Deutschland
- Professur Neogräzistik an der Freien Universität Berlin
- Centrum modernes Griechenland an der Freien Universität Berlin
- Byzantinistik und Neugriechische Philologie an der Universität Hamburg
- Neogräzistik an der LMU München
- Arbeitsbereich Neugriechisch am Fachbereich 06 Translations-, Sprach- und Kulturwissenschaft der Universität Mainz in Germersheim

Nicht ausgebaute Studienmöglichkeiten im Verbund mit byzantinistischen Universitätsinstituten in Deutschland
- Abteilung Byzantinistik und Neugriechische Philologie im Institut für Altertumskunde der Universität zu Köln
- Byzantinische und Neugriechische Philologie im Institut für Klassische Philologie und Komparatistik der Universität Leipzig

Forschungsinstitute in Deutschland
- Centrum Modernes Griechenland, Freie Universität Berlin
- Institut für interdisziplinäre Zypern-Studien an der Westfälischen Wilhelms-Universität Münster
- Arbeitsstelle Griechenland an der Westfälischen Wilhelms-Universität Münster

Universitätsinstitute in Österreich
- Institut für Byzantinistik und Neogräzistik der Universität Wien an der Universität Wien

Universitätsinstitute in Belgien, in der Schweiz und in Frankreich
- Les Etudes Néo-helléniques dans les Universités Francophones : Belgique, Confédération Helvétique, France, Publication du Département d’Etudes Néo-helléniques Université Marc Bloch – Strasbourg II 2002 (PDF; 546 kB)

Universitätsinstitute in der Schweiz
- Unité de Grec moderne an der Universität Genf

Universitätsinstitute in Frankreich
- Institut Néo-hellénique an der Universität Paris IV Sorbonne (gegründet 1920 von Hubert Pernot mit Unterstützung der Republik Griechenland)
- Grec moderne im Département Europe Centrale et Orientale des Institut national des langues et civilisations orientales in Paris
- Département d'études néo-helléniques an der Universität Straßburg (gegründet 1960 von Asterios Argyriou)

Universitätsinstitute in Großbritannien
- Centre for Hellenic Studies am King’s College London (gegründet 1989)
- The Hellenic Institute am Royal Holloway College, University of London (gegründet 1993)
- Centre for Byzantine, Ottoman and Modern Greek Studies an der Universität Birmingham

Nicht-universitäre Forschungsinstitute in Italien
- Istituto Ellenico di Studi Bizantini e Postbizantini di Venezia, Venedig (gegründet 1951)
- Istituto Siciliano di Studi Bizantini e Neoellenici „Bruno Lavagnini“, Palermo (gegründet 1960 von Bruno Lavagnini)

Forschungsinstitute in den USA
- Institute for Byzantine and Modern Greek Studies, in Belmont, Mass. (gegründet 1956 von Constantine Cavarnos)
- The Program in Hellenic Studies an der Columbia University, New York